# Arenaria kurdica
Arenaria kurdica är en nejlikväxtart som beskrevs av Mcneill. Arenaria kurdica ingår i släktet narvar, och familjen nejlikväxter. Inga underarter finns listade i Catalogue of Life.